# 五裂兔儿风
五裂兔儿风（学名：Ainsliaea macroclinidioides var. secundiflora）为菊科兔儿风属下的一个变种。

## 扩展阅读
- 維基物種上的相關：五裂兔儿风